# Torneio Rio-São Paulo de 1960
O Torneio Rio-São Paulo de 1960 foi a 12.ª edição do Torneio Rio-São Paulo. O campeão foi o Fluminense, que já havia conquistado esta competição invicto em 1957, e na conquista de 1960 teve apenas uma derrota, tendo como vice-campeão o também carioca Botafogo. Em terceiro lugar, terminaram empatados os cariocas Flamengo e Vasco da Gama, além do paulistano Corinthians.

## Participantes
Dentre os clubes que disputaram o Campeonato Carioca e o Campeonato Paulista de 1959, classificaram-se para o Torneio Rio–São Paulo de 1960 o campeão (respectivamente, Fluminense e Palmeiras) e o vice (Santos, em São Paulo, enquanto no Rio de Janeiro o posto foi dividido entre Botafogo e Bangu, este alijado da vaga, apesar de inicialmente se achar que ele entraria no lugar do America), além dos três clubes que apresentaram melhor total de renda em cada um dos torneios, independentemente da classificação.
Em São Paulo, a Portuguesa conseguiu vaga para essa competição apenas na última rodada do Campeonato Paulista, na concorrência pelo critério de maiores arrecadações, quando contabilizou uma renda de 753 800 cruzeiros na partida contra o Comercial, recebida com fogos de artifício. Ela concorria pela vaga com a Ferroviária, surpresa do campeonato, que chegou a gastar cerca de 250 mil cruzeiros por meio do "Totobol", mas foram insuficientes para manter a vantagem que tinha sobre a Lusa até a rodada anterior, de cerca de 350 mil cruzeiros.

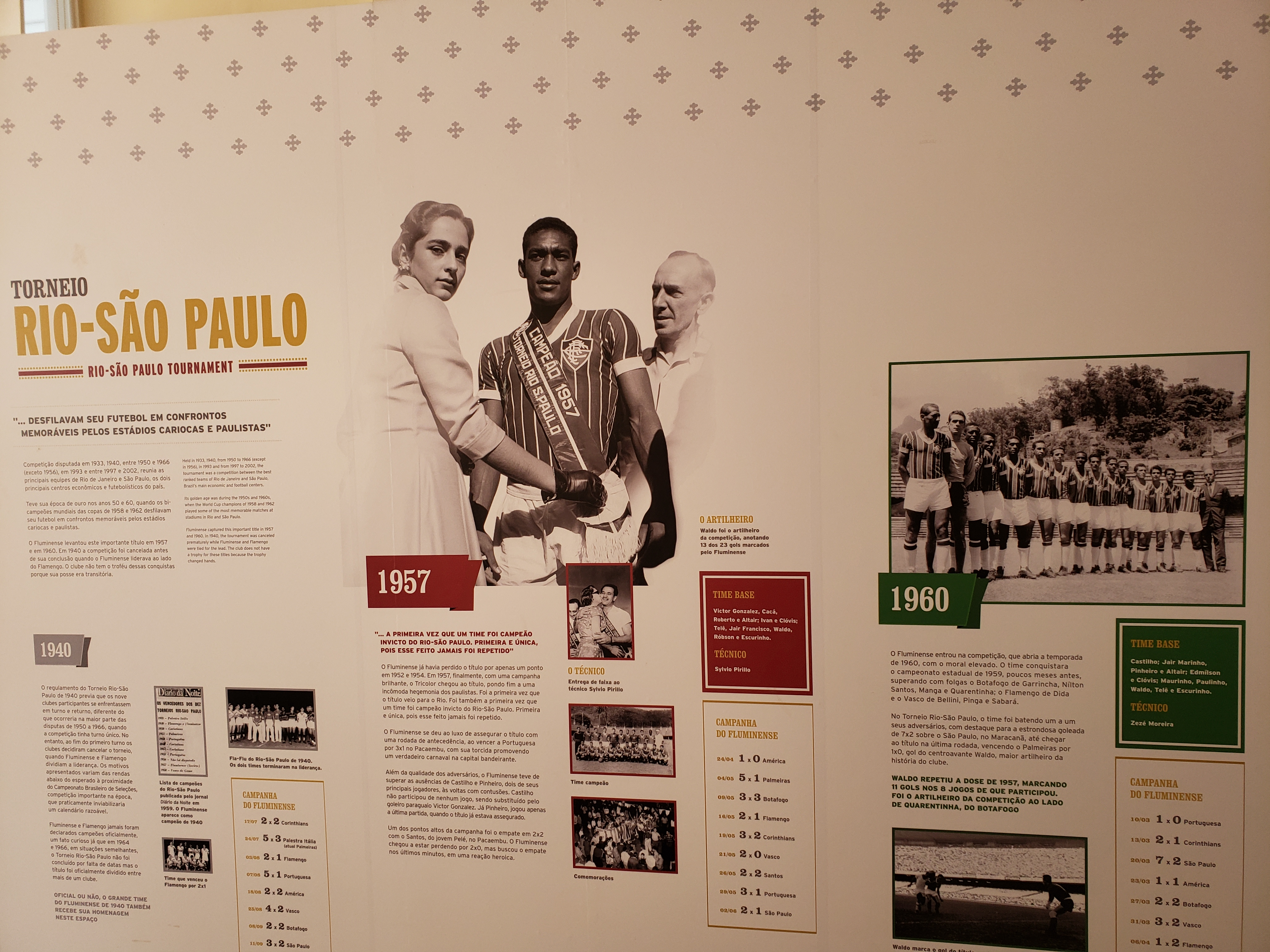
Painel do Torneio Rio-São Paulo na Sala de Troféus do Fluminense.

## História
O Clássico Vovô terminou empatado em 2 a 2 perante 32.653 pagantes, com Paulinho Valentim e Quarentinha fazendo os gols do Botafogo e Waldo fazendo os dois gols tricolores, resultado que foi fundamental para definir o título posteriormente em favor do Fluminense, que terminaria dois pontos à frente do Botafogo. Nessa partida, ao ver o zagueiro tricolor Pinheiro caído, o ponta-direita alvinegro Garrincha atirou a bola para fora de campo, para que o zagueiro do Fluminense pudesse receber assistência, inaugurando este gesto de fair-play, que passaria desde então a ser repetido nos campos do mundo, com o defensor tricolor Altair, tendo depois devolvido a bola para o Botafogo na cobrança do lateral. Os artilheiros desta edição foram Waldo do Fluminense e Quarentinha do Botafogo, com 11 gols cada um.[carece de fontes?]
O Fluminense fechou a década de 1950 como o melhor ataque do Torneio Rio-São Paulo em 1954, 1957 e 1960, assim como na Taça Brasil deste ano, tendo sido campeão ao vencer o Palmeiras por 1 a 0 na última rodada, perante 53.738 torcedores pagantes, com gol de Waldo.[carece de fontes?] Nas partidas disputadas no Rio de Janeiro 482.309 ingressos foram vendidos, contra 392.954 na edição de 1959, ou seja, 89.954 ingressos a mais.
Até o jogo que decidiu o título, o Palmeiras disputava o título diretamente com o Fluminense, notadamente porque ainda teria dois jogos para realizar, tendo a sua partida anterior, contra o Corinthians, levado 65.243 pagantes na derrota por 1 a 0 no Pacaembu, sendo este o último jogo do Flu. Após a derrota para o Fluminense, perderia também para Botafogo e Vasco, vindo a terminar apenas na sexta colocação.

## Confrontos
|             | AME | BOT | COR | FLA | FLU | PAL | POR | SAN | SPA | VAS |
| America-RJ  | —   |     | 1x2 | 5x1 |     | 1x4 |     |     |     |     |
| Botafogo    | 0x0 | —   |     |     |     |     |     | 3x0 | 3x2 |     |
| Corinthians |     | 1x1 | —   |     | 1x2 | 1x0 | 2x1 | 2x1 | 0x0 | 1x1 |
| Flamengo    |     | 3x1 | 3x1 | —   | 2x1 |     | 0x3 |     |     | 1x0 |
| Fluminense  | 1x1 | 2x2 |     |     | —   | 1x0 | 1x0 | 4x2 | 7x2 | 3x2 |
| Palmeiras   |     | 1x3 |     | 2x1 |     | —   | 1x0 | 0x0 | 4x1 |     |
| Portuguesa  | 3x1 | 2x3 |     |     |     |     | —   |     |     | 0x5 |
| Santos      | 5x4 |     |     | 0x1 |     |     | 2x2 | —   |     |     |
| São Paulo   | 2x1 |     |     | 1x1 |     |     | 1x0 | 1x1 | —   | 1x2 |
| Vasco       | 3x0 | 1x1 |     |     |     | 3x0 |     | 0x0 |     | —   |

## Classificação final
| Time | Time          | PG | J | V | E | D | GP | GC | SG |
| 1.   | Fluminense    | 14 | 9 | 6 | 2 | 1 | 22 | 12 | 10 |
| 2.   | Botafogo      | 12 | 9 | 4 | 4 | 1 | 17 | 12 | 5  |
| 3.   | Vasco da Gama | 11 | 9 | 4 | 3 | 2 | 17 | 7  | 10 |
|      | Corinthians   | 11 | 9 | 4 | 3 | 2 | 11 | 10 | 1  |
|      | Flamengo      | 11 | 9 | 5 | 1 | 3 | 13 | 14 | -1 |
| 6.   | Palmeiras     | 9  | 9 | 4 | 1 | 4 | 12 | 11 | 1  |
| 7.   | São Paulo     | 7  | 9 | 2 | 3 | 4 | 11 | 19 | -8 |
| 8.   | Santos        | 6  | 9 | 1 | 4 | 4 | 11 | 17 | -6 |
| 9.   | Portuguesa    | 5  | 9 | 2 | 1 | 6 | 11 | 16 | -5 |
| 10.  | America-RJ    | 4  | 9 | 1 | 2 | 6 | 14 | 21 | -7 |

## Goleadas
* Vitórias com pelo menos quatro gols marcados e diferença de pelo menos três gols.
5 gols de diferença.
Fluminense 7–2 São Paulo
Portuguesa 0–5 Vasco.
4 gols de diferença.
America 5–1 Flamengo.
3 gols de diferença.
America 1–4 Palmeiras.
Palmeiras 4–1 São Paulo.

## Partidas com mais gols
9 gols.
Fluminense 7–2 São Paulo.
Santos 5–4 America.
6 gols.
America 5–1 Flamengo.
Fluminense 4–2 Santos.
5 gols.
Portuguesa 0–5 Vasco.
America 1–4 Palmeiras.
Palmeiras 4–1 São Paulo.
Botafogo 3–2 São Paulo.
Fluminense 3–2 Vasco.

## Maiores rendas
- Maiores rendas, e os públicos desses jogos.

1. Corinthians 1–0 Palmeiras: Cr$ 4.237.850,00 - 65.243 pagantes.
2. Palmeiras 4–1 São Paulo: Cr$ 2.273.850,00 - Não disponível.
3. Fluminense 1–0 Palmeiras: Cr$ 2.087.956,00 - 53.738 pagantes.
4. Fluminense 4–2 Santos: Cr$ 1.628.190,00 - 43.149 pagantes.
5. Flamengo 2–1 Fluminense: Cr$ 1.620.918,00 - 49.965 pagantes.
6. Corinthians 0–0 São Paulo: Cr$ 1.497.325,00 - Não disponível.
7. Fluminense 3–2 Vasco: Cr$ 1.471.595,00 - 46.234 pagantes.
8. Palmeiras 0–0 Santos: Cr$ 1.438.450,00 - 23.084 pagantes.
9. Palmeiras 2–1 Flamengo: Cr$ 1.344.370,00 - Não disponível.
10. Palmeiras 1–0 Portuguesa: Cr$ 1.329.800,00 - Não disponível.
11. São Paulo 1–2 Vasco: Cr$ 1.317.670,00 - Não disponível.
12. Corinthians 1–1 Vasco: 1.075.900,00 - Não disponível.
13. Corinthians 2–1 Santos: Cr$ 1.036.325,00 - Não disponível.
14. Corinthians 1–2 Fluminense: Cr$ 1.003.500,00 - Não disponível.
15. Fluminense 2–2 Botafogo: Cr$ 956.286,00 - 32.653 pagantes.

## Jogo do título
| 17 de abril de 1960 | Fluminense | 1 – 0 | Palmeiras | Maracanã, Rio de Janeiro Público: 53.738 pagantes Árbitro: Catão Montez Jr. |
|                     | Waldo 27'  |       |           |                                                                             |

## Campeão
| Torneio Rio-São Paulo de 1960 |
| ----------------------------- |
| Fluminense 2.º Título         |